# Tjejvasan

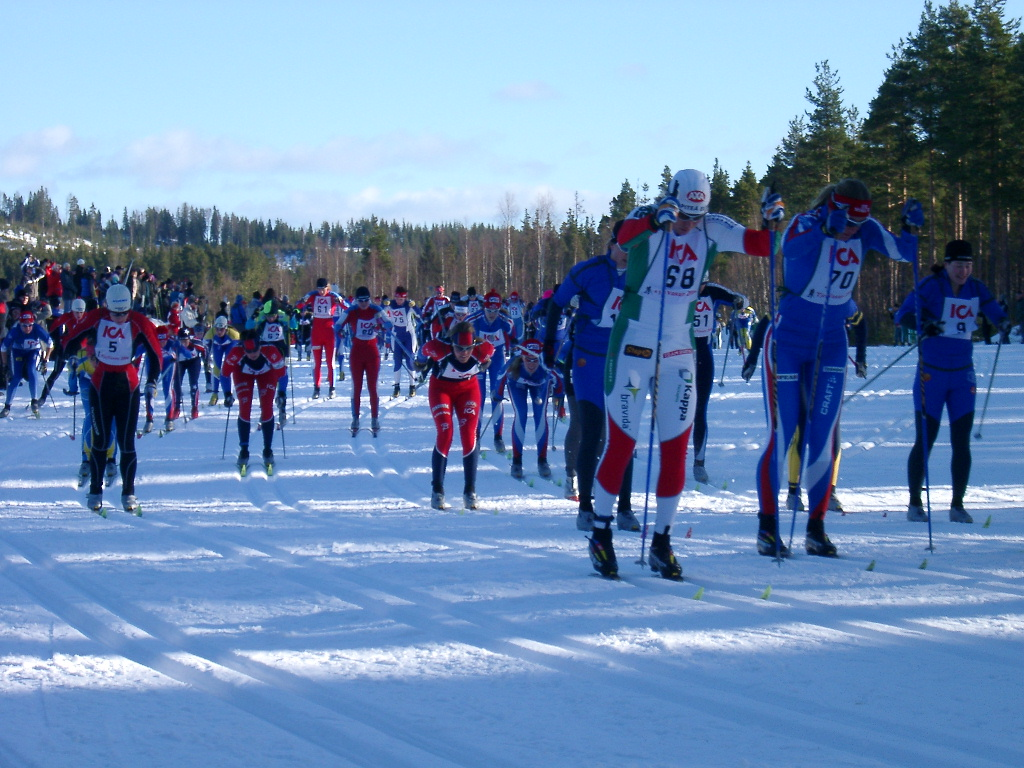
Start des Tjejvasan 2006

Der Tjejvasan ist ein Skilanglauf-Frauenrennen über 30 km in klassischer Technik, das in Verbindung mit dem Wasalauf seit 1988 veranstaltet wird. Das Rennen findet traditionell Ende Februar am ersten Samstag der Wasalaufwoche und damit acht Tage vor dem Hauptlauf über 90 km statt und wird zwischen Oxberg und Mora auf dem letzten Teil der Wasalauf-Loipe ausgetragen. Bei der ersten Auflage des Rennens 1988 gingen 1550 Skiläuferinnen an den Start. Inzwischen stieg die Zahl der Teilnehmerinnen auf über 8000.
Die Teilnahme am Wasalauf war (mit Ausnahme des ersten Rennens 1922) bis 1980 nur Männern gestattet. Erst ab 1981 durften Frauen wieder offiziell beim Wasalauf starten.

## Siegerinnen
| Jahr | Siegerin                       |
| ---- | ------------------------------ |
| 2023 | Ida Dahl                       |
| 2022 | Britta Johansson Norgren       |
| 2021 | Lina Korsgren                  |
| 2020 | Britta Johansson Norgren       |
| 2019 | Britta Johansson Norgren       |
| 2018 | Kateřina Smutná                |
| 2017 | Britta Johansson Norgren       |
| 2016 | Britta Johansson Norgren       |
| 2015 | Laila Kveli                    |
| 2014 | Sofia Bleckur                  |
| 2013 | Susanne Nyström                |
| 2012 | Susanne Nyström                |
| 2011 | Jenny Hansson                  |
| 2010 | Susanne Nyström                |
| 2009 | Susanne Nyström                |
| 2008 | Susanne Nyström                |
| 2007 | Susanne Nyström                |
| 2006 | Elin Ek                        |
| 2005 | Sofia Bleckur                  |
| 2004 | Hilde Gjermundshaug Pedersen   |
| 2003 | Ulrica Persson                 |
| 2002 | Emelie Öhrstig                 |
| 2001 | Anita Moen                     |
| 2000 | Annika Evaldsson               |
| 1999 | Elin Ek                        |
| 1998 | Bente Martinsen                |
| 1997 | Kerrin Petty                   |
| 1996 | Kerrin Petty                   |
| 1995 | Marie-Helene Östlund           |
| 1994 | Marie-Helene Östlund           |
| 1993 | Carina Görlin                  |
| 1992 | Anna Frithioff                 |
| 1991 | Anna Frithioff                 |
| 1990 | wegen Schneemangel ausgefallen |
| 1989 | Marie Johansson                |
| 1988 | Karin Värnlund                 |